# Canibalismo en Europa

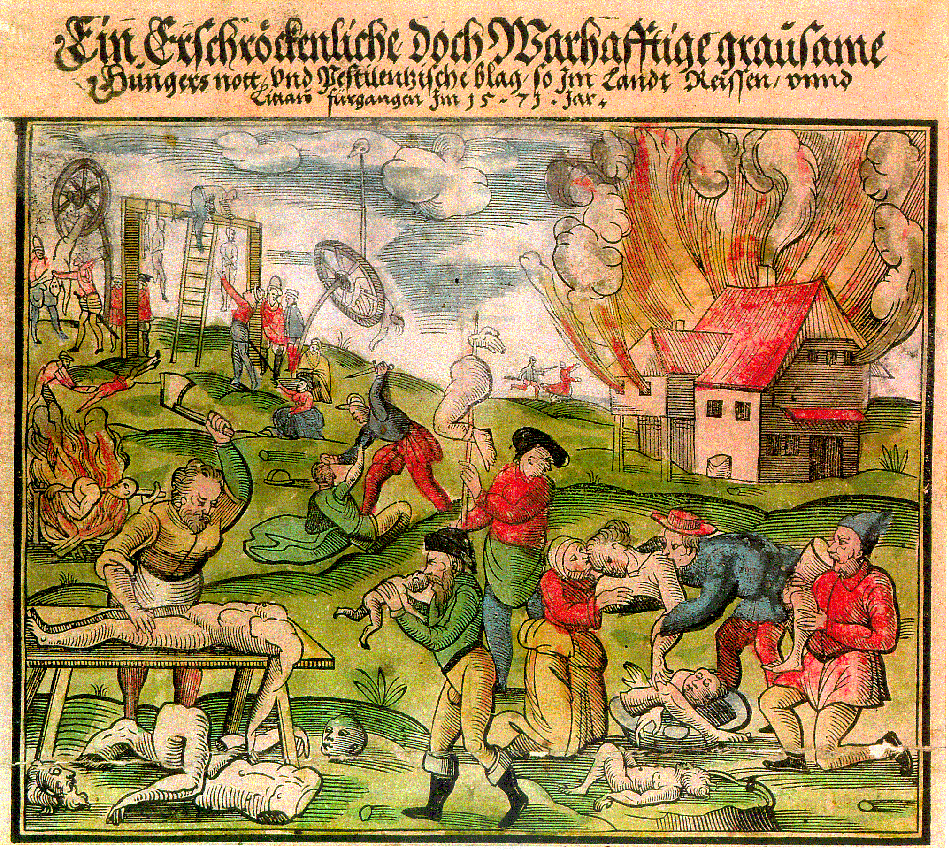
Canibalismo en Lituania durante la Guerra de Livonia en 1571 (lámina alemana).

Los actos de canibalismo en Europa parecen haber sido relativamente frecuentes en la prehistoria, pero también se produjeron repetidamente en épocas más recientes, a menudo motivados por el hambre, el odio o preocupaciones médicas. En Europa, tanto los humanos anatómicamente modernos como los neandertales practicaron el canibalismo en cierta medida durante el Pleistoceno, y los neandertales pueden haber sido devorados por los humanos modernos a medida que éstos se extendían por el continente. Entre los humanos de la Europa prehistórica, los arqueólogos han descubierto muchos yacimientos claros e indiscutibles de canibalismo, así como otros numerosos hallazgos de los que el canibalismo es una interpretación plausible.
En la antigüedad, varios autores griegos y romanos mencionaron costumbres caníbales en zonas remotas del continente, como más allá del río Dniéper y en Britania. El filósofo estoico Crisipo señaló que las costumbres funerarias eran muy variadas y que muchos pueblos practicaban el canibalismo funerario, una costumbre que los griegos rechazaban. Se tienen constancias de varios casos de canibalismo por supervivencia durante asedios. El canibalismo para hacer frente al hambre también se practicó en épocas posteriores, como durante la Gran Hambruna de 1315-1317. A principios de la Edad Moderna y Colonial, los marineros náufragos se comían los cuerpos de los fallecidos o echaban a suertes para decidir quién tenía que morir y proporcionar comida al resto, una costumbre marítima ampliamente aceptada.
Durante la Primera Cruzada, algunos cruzados se comieron los cadáveres de sus enemigos muertos, aunque las razones de estos actos (hambre u odio) son objeto de debate. En la Italia de principios de la Edad Moderna se produjeron varios casos de canibalismo indudablemente motivado por la venganza. En 1672, el estadista holandés Johan de Witt y su hermano fueron linchados y parcialmente devorados por una turba enfurecida. En la Europa de la Edad Moderna se popularizó el consumo de partes del cuerpo y sangre con fines médicos. Esta práctica, que alcanzó su apogeo en el siglo XVII, continuó en algunos casos hasta la segunda mitad del siglo XIX.
En la primera mitad del siglo XX resurgieron los actos de canibalismo de supervivencia en Europa del Este, especialmente durante la hambruna rusa de 1921-1922, la hambruna soviética de 1930-1933 y el sitio de Leningrado. Varios asesinos en serie, como Karl Denke y Andrei Chikatilo, consumían partes de sus víctimas. Otras personas, como el reportero William Seabrook y el artista Rick Gibson, comían carne humana por curiosidad o para escandalizar al público, aunque no mataban a nadie con ese fin. A principios del siglo XXI, Armin Meiwes se hizo tristemente famoso por matar y comerse a una víctima voluntaria, a la que había encontrado a través de Internet.

## Prehistoria
Existen pruebas arqueológicas de que el canibalismo se practicaba desde hacía cientos de miles de años por los primeros Homo sapiens y homínidos arcaicos. Algunos antropólogos, como Tim D. White, sugieren que el canibalismo era común en las sociedades humanas antes del inicio del Paleolítico Superior. Esta teoría se basa en la gran cantidad de huesos de "humanos descuartizados" hallados en yacimientos neandertales y de otros grupos del Paleolítico Inferior y Medio.
Parece probable que no todos los casos de canibalismo prehistórico se debieran a la misma razón, del mismo modo que los actos caníbales conocidos en los registros históricos han estado motivados por diversas razones.  Una de las razones sugeridas para el canibalismo en el Paleolítico Inferior y Medio ha sido la escasez de alimentos. También se ha sugerido que la eliminación de cadáveres mediante el canibalismo ritual (funerario) era un medio de control de los depredadores. El objetivo era impedir el acceso de depredadores y carroñeros a los cuerpos de los homínidos (y de los primeros humanos). Jim Corbett propuso que, después de grandes epidemias, cuando los cadáveres humanos son fácilmente accesibles para los depredadores, aumentaban los casos de leopardos que se alimentaban de humanos, por lo que la eliminación de cadáveres mediante el canibalismo ritual (antes de que aparecieran en la historia de la humanidad las tradiciones culturales de enterrar y quemar cadáveres) podría haber tenido razones prácticas para que los homínidos y los primeros humanos controlaran la depredación.
La prueba arqueológica más antigua de canibalismo entre homínidos procede de la cueva de la Gran Dolina, en el norte de España. Los restos de varios individuos que murieron hace unos 800 000 años y que podrían pertenecer a la especie Homo antecessor muestran signos inequívocos de haber sido descuartizados y consumidos del mismo modo que los animales cuyos huesos también se encontraron en el yacimiento. Pertenecen al menos a once personas, todas ellas jóvenes (desde la infancia hasta el final de la adolescencia). Un estudio de este caso lo considera un caso de canibalismo "nutricional", en el que se cazaba, asesinaba y comía a individuos pertenecientes a grupos hostiles o no relacionados. Basándose en la colocación y el procesamiento de restos humanos y animales, los autores concluyen que el canibalismo fue probablemente un "comportamiento repetitivo a lo largo del tiempo como parte de una tradición culinaria" y no se debió al hambre u otras circunstancias excepcionales. Sugieren que los individuos jóvenes (más de la mitad de los cuales eran niños menores de diez años) eran el objetivo porque "suponían un riesgo menor para los cazadores" y porque este era un medio eficaz para limitar el crecimiento de los grupos competidores.
Los restos neandertales de las Cuevas de Goyet, con una antigüedad de entre 40 500-45 500 años a. C. halladas en Bélgica, contienen huesos agrietados, marcas de corte y otros indicadores de procesamiento de alimentos. Los restos de reno proceden del mismo yacimiento y presentan las mismas marcas de procesamiento. Además, algunos huesos fueron utilizados como herramientas óseas. Este hecho ocurrió antes de la llegada de los humanos anatómicamente modernos a Europa, por lo que constituye una prueba inequívoca del canibalismo neandertal en el norte de Europa. Varios yacimientos de Croacia, Francia y España aportan más pruebas de que los neandertales practicaban el canibalismo en ocasiones, aunque la interpretación de algunos de estos hallazgos sigue siendo controvertida.
Los neandertales también pudieron ser víctimas del canibalismo de los humanos anatómicamente modernos. Unas pruebas halladas en el suroeste de Francia indican que estos últimos descuartizaron y se comieron a un niño neandertal hace unos 30 000 años, aunque se desconoce si lo mataron ellos o murió por otros motivos. Se considera que el hallazgo refuerza la hipótesis de que los humanos modernos podrían haber cazado neandertales y, de este modo, haber contribuido a su extinción.

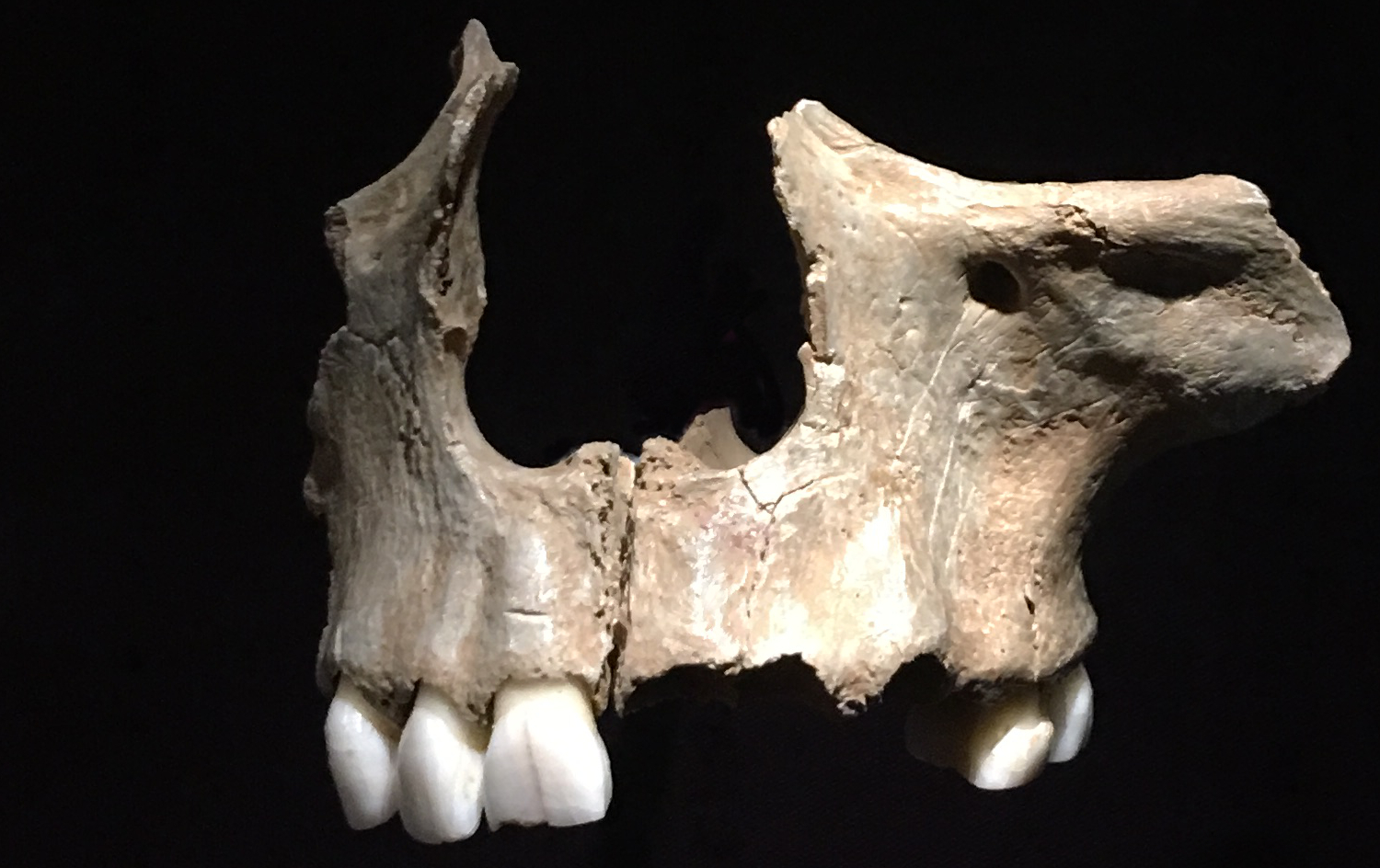
Un maxilar de la Cueva de Gough con marcas de corte cerca de los dientes.

En la Cueva de Gough (Inglaterra), se han hallado restos de huesos y cráneos humanos con una antigüedad de unos 14 700 años, lo que sugiere que se practicaba el canibalismo entre los habitantes o visitantes de la cueva, y que podrían haber utilizado cráneos humanos como recipientes para beber. La cultura magdaleniense parece haber practicado ampliamente el consumo ritual de parientes fallecidos como práctica funeraria más que por motivos nutricionales.
En Castell de Castells (España), se han descubierto huesos humanos del Mesolítico mediterráneo que datan de entre 10 200-9 000 años y muestran claras marcas de dientes humanos masticándolos. No está claro si el hecho estuvo motivado por rituales, estrés alimentario o por alguna otra causa. Diecinueve de los huesos muestran marcas de quemaduras por cocción, al parecer después de retirar la carne pero antes de descomponer los huesos. Además, las heces humanas descubiertas en el interior de la cueva contenían fragmentos de huesos humanos.
El yacimiento arqueológico de Herxheim (suroeste de Alemania), fue un centro ritual y una fosa común formada por personas de la cultura de la cerámica de bandas de la Europa neolítica. En él se hallaron los restos dispersos de más de mil individuos de diferentes regiones, en algunos casos lejanas, que murieron alrededor del año 5 000 a. C. No está claro si se trataba de cautivos de guerra o de sacrificios humanos, pero las pruebas indican que sus cadáveres fueron asados enteros y luego consumidos.
En la Cueva de Fontbrégoua (sureste de Francia), se hallaron los restos de seis personas que habitaron el lugar hace unos 7 000 años (dos niños, un adolescente y tres adultos), así como huesos de animales. Los patrones de las marcas de corte indican que tanto los humanos como los animales fueron desollados y procesados de forma similar. Dado que todas las víctimas humanas fueron procesadas al mismo tiempo, la directora de la excavación, Paola Villa, sospecha que todas pertenecían a la misma familia o familia extensa y que fueron asesinadas y descuartizadas juntas, probablemente durante algún conflicto violento. Otros han argumentado que los rastros fueron causados por rituales de desollamiento previos a un enterramiento secundario, pero el hecho de que tanto los humanos como los animales salvajes y domésticos fueran procesados de la misma manera hace que esta posibilidad sea poco probable. Además, Villa argumenta que los rastros observados se ajustan mejor a un proceso típico de carnicería que a un enterramiento secundario.
Los investigadores también han encontrado pruebas físicas de canibalismo en épocas más recientes, incluida la Gran Bretaña prehistórica. En 2001, arqueólogos de la Universidad de Bristol hallaron pruebas de canibalismo practicado hace unos 2 000 años en Gloucestershire (suroeste de Inglaterra), lo que concuerda con los informes de los antiguos romanos, según los cuales los celtas de Gran Bretaña practicaban el sacrificio humano, matando y comiéndose a los enemigos capturados, así como a los criminales convictos.

## Historia temprana
El canibalismo se menciona muchas veces en la historia y la literatura antiguas. Heródoto afirmaba en sus Historias (siglo V a. C.) que tras once días de viaje remontando el Borístenes (río Dniéper) se llegaba a una tierra desolada que se extendía durante un largo trecho, seguida de un país de comedores de hombres (distintos de los Escitias) y, más allá, de otra zona desolada y deshabitada.
El filósofo estoico Crisipo aprobaba comerse a los parientes muertos en un ritual funerario y señalaba que tales rituales eran comunes entre muchos pueblos.
Según Apiano, durante el asedio romano de Numancia en el siglo II a. C., la población de Numancia (en la actual España) se vio reducida al canibalismo y al suicidio. Josefo también informó del canibalismo durante el asedio de Jerusalén en el año 70 d. C.
Jerónimo, en su carta Against Jovinianus (escrita en 393 d. C.), habla de cómo los pueblos han llegado a su condición actual como resultado de su herencia y enumera varios ejemplos de pueblos y sus costumbres. En la lista, menciona que había oído que los Attacotti (en Gran Bretaña) comían carne humana y que los Maságetas y los Derbices (dos pueblos de Asia Central) mataban y se comían a los ancianos, ya que consideraban que ese era un destino más deseable que morir de viejo y enfermo.

## Edad Media

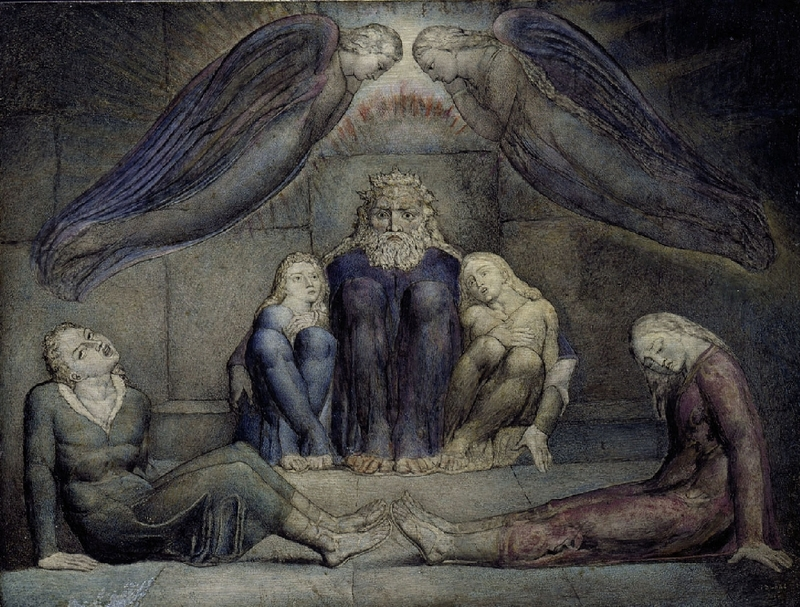
Ugolino y sus hijos en su celda, según la pintura de William Blake. De acuerdo con la descripción de Dante, los prisioneros murieron lentamente de hambre y, antes de morir, los hijos de Ugolino suplicaron a su padre que se comiera sus cadáveres para sobrevivir.

Durante la Primera Cruzada se registraron casos de canibalismo, ya que hay varios relatos de cruzados europeos que consumieron los cuerpos de sus oponentes muertos tras los asedios de Antioquía y Ma'arra en 1097-1098. Aunque todas las fuentes cristianas explican estos actos como debidos al hambre, Amin Maalouf se muestra escéptico ante esta justificación, argumentando que el comportamiento de los cruzados indica que podrían haber sido impulsados por el "fanatismo" en lugar de, o además de, la "necesidad". Thomas Asbridge afirma que, aunque "el canibalismo de Marrat es una de las atrocidades más infames perpetradas por los primeros cruzados", tuvo "algunos efectos positivos en las perspectivas a corto plazo de los cruzados", ya que los informes sobre su brutalidad convencieron a muchos comandantes musulmanes para que aceptaran treguas en lugar de intentar luchar contra ellos.
Durante la Gran Hambruna de 1315-1317, hubo varios informes de canibalismo entre la población hambrienta.

## Edad Moderna y Colonial
Hay constancia de varios casos de canibalismo motivado por venganza. La historiadora Angelica Montanari ha investigado varios relatos procedentes de Italia entre los siglos XIV y XVI y ha demostrado que el consumo de vísceras o partes del cuerpo de quienes se consideraba enemigos se menciona repetidamente en las crónicas locales, a veces sin ninguna expresión de condena o desaprobación. Otro caso de este tipo de canibalismo ocurrió en 1672, cuando el estatúder de la ciudad holandesa Johan de Witt y su hermano Cornelis fueron linchados y parcialmente devorados por no haber logrado impedir una invasión francesa. Los hermanos fueron atacados por miembros de la milicia cívica de La Haya, que les dispararon y luego los abandonaron a la turba. Sus cuerpos desnudos y mutilados fueron colgados en una horca pública cercana mientras la turba orangista los asaba y comía sus hígados triunfalmente. En todo momento, la turba mantuvo una notable disciplina, lo que hace dudar de la espontaneidad del suceso.

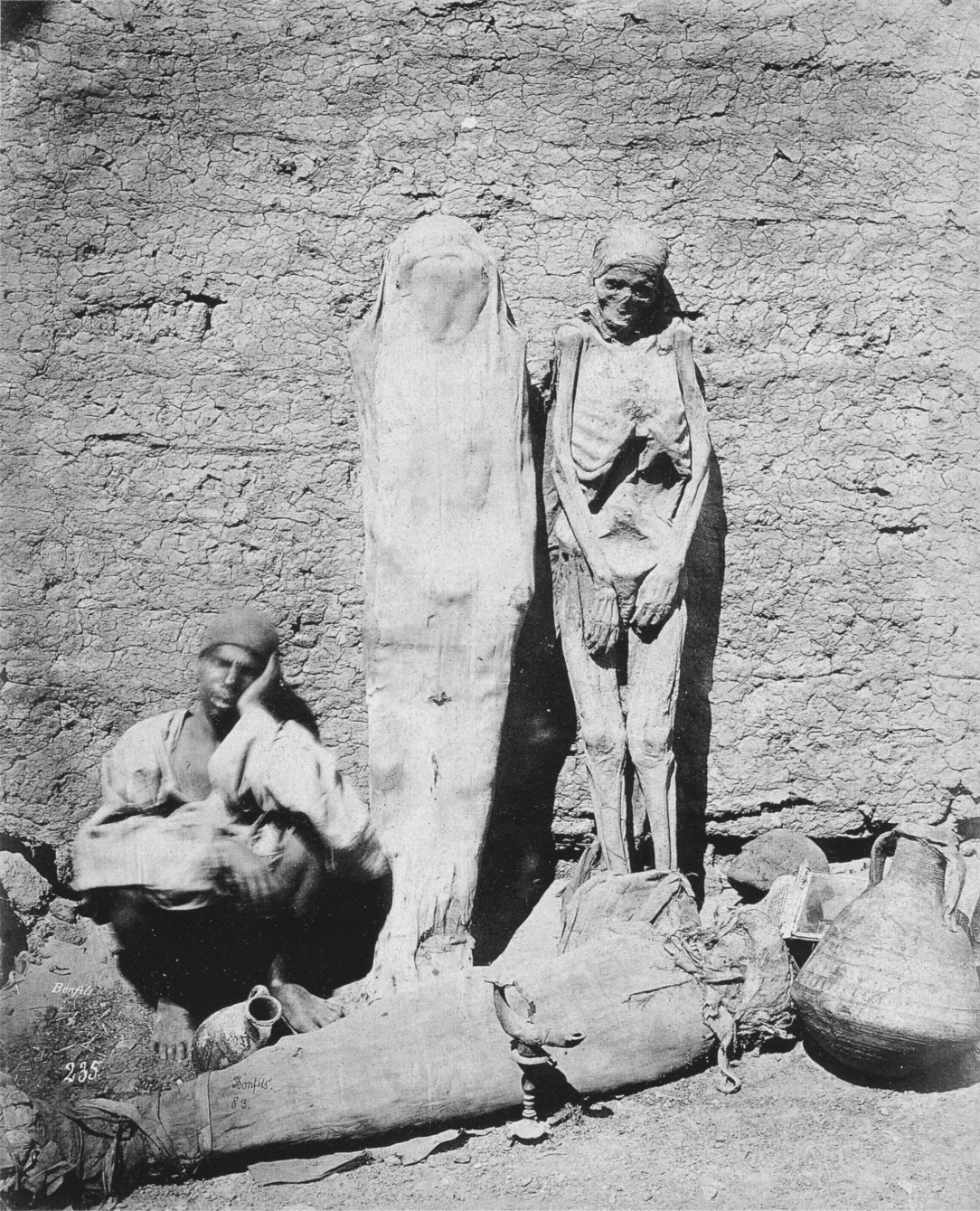
Vendedor de mumia egipcias en 1875.

A partir del siglo XVI se generalizó en varios países europeos una forma inusual de canibalismo médico, para el que se molían miles de momias egipcias y se vendían como medicina. Se creía que las momias humanas en polvo (llamadas mumia) detenían las hemorragias internas y tenían otras propiedades curativas. Esta práctica se convirtió en un negocio muy extendido que floreció hasta principios del siglo XVIII. La demanda superaba con creces la oferta de momias antiguas, por lo que provocó que gran parte de las que se ofrecían eran falsas, fabricadas a partir de cadáveres egipcios o europeos recientes, a menudo procedentes de la horca. En algunos casos, a principios del siglo XX todavía se ofrecía momia en catálogos médicos.
Los marineros que naufragaron o se perdieron en el mar recurrieron repetidamente al canibalismo para sobrevivir al hambre. Los supervivientes del naufragio del buque francés Méduse en 1816 recurrieron al canibalismo tras cuatro días a la deriva en una balsa. El cuadro La balsa de la Medusa, de Théodore Géricault, inmortalizó esta situación. Tras el hundimiento del Essex de Nantucket el 20 de noviembre de 1820 a causa de una ballena, los supervivientes, en tres pequeñas embarcaciones, decidieron de común acuerdo recurrir al canibalismo para que algunos sobrevivieran. Este suceso se convirtió en una importante fuente de inspiración para Moby-Dick, de Herman Melville.
El caso de La Reina contra Dudley y Stephens (1884) es un caso penal inglés en el que cuatro miembros de la tripulación de un yate inglés, el Mignonette, que fueron abandonados en una tormenta a unos 2 600 kilómetros (1 600 millas) del Cabo de Buena Esperanza. Al cabo de varios días, uno de los tripulantes, un grumete de diecisiete años, perdió el conocimiento debido a la combinación del hambre y de beber agua de mar. Los demás (posiblemente uno se opuso) decidieron matarlo y comérselo. Los detuvieron cuatro días después. Dos de los tres supervivientes fueron declarados culpables de asesinato. Un resultado significativo de este caso fue que se determinó que la necesidad en el derecho penal inglés no era una defensa contra una acusación de asesinato, lo que supuso una ruptura con la concepción tradicional entre los marineros, según la cual seleccionar a una víctima para matarla y consumirla era aceptable en una situación de hambruna siempre que se echara a suertes de modo que todos corrieran el mismo riesgo de morir.

## Principios delsigloXXhasta la actualidad

### Segunda Guerra Mundial

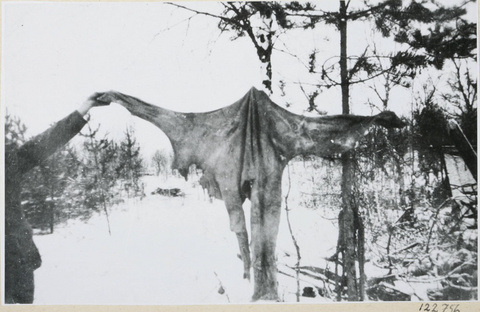
Soldados finlandeses muestran la piel de soldados rusos devorada por miembros de una patrulla soviética durante la Guerra de Continuación.

Durante la Segunda Guerra Mundial se registraron muchos casos de canibalismo por necesidad. Por ejemplo, durante el asedio de Leningrado, que duró 872 días, empezaron a aparecer informes de canibalismo en el invierno de 1941-1942, después de que los supervivientes se comieran todos los pájaros, ratas y animales domésticos. La policía de Leningrado llegó a formar una división especial para combatir el canibalismo.
Alrededor de 2,8 millones de prisioneros de guerra soviéticos murieron bajo custodia nazi en menos de ocho meses durante 1941-1942. Según el Museo Conmemorativo del Holocausto de los Estados Unidos, en el invierno de 1941, "el hambre y las enfermedades provocaron una muerte masiva de proporciones inimaginables".Esta inanición deliberada provocó muchos incidentes de canibalismo.
Tras la victoria soviética en Stalingrado, se descubrió que algunos soldados alemanes de la ciudad sitiada se habían quedado sin suministros y habían recurrido al canibalismo. Más tarde, tras la rendición alemana en enero de 1943, unos 100 000 soldados alemanes fueron hechos prisioneros de guerra. Casi todos ellos fueron enviados a campos de prisioneros de guerra en Siberia o Asia Central, donde, debido a la escasez crónica de alimentos por parte de sus captores soviéticos provocó que muchos recurrieran al canibalismo. Menos de 5 000 de los prisioneros tomados en Stalingrado sobrevivieron a su cautiverio.
El canibalismo tuvo lugar en los campos de concentración y exterminio del Estado Independiente de Croacia, un gobierno títere de la Alemania nazi que estaba gobernado por la organización fascista Ustasha, responsable del Genocidio de Serbios y del Holocausto en Estado Independiente de Croacia.Varios supervivientes testificaron que algunos de los Ustasha bebían la sangre de las gargantas cortadas de las víctimas.

### Europa Central y Occidental

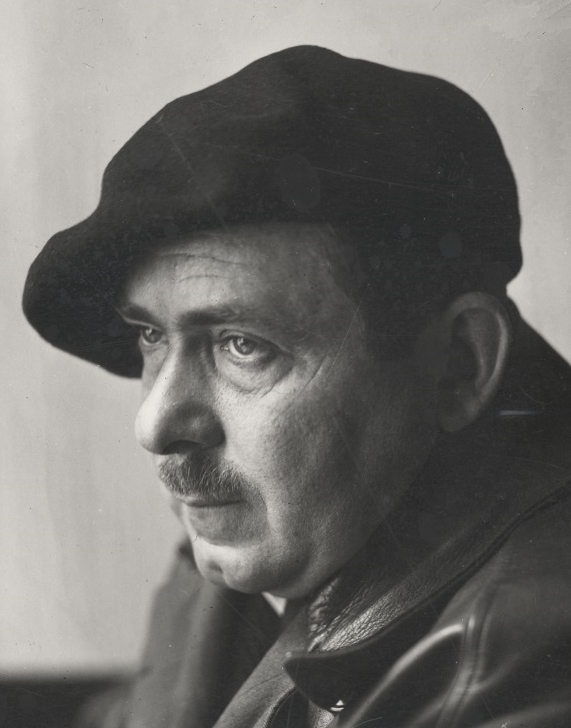
William Seabrook, periodista y caníbal estadounidense.

Antes de 1931, el reportero de The New York Times William Seabrook, aparentemente decepcionado por no haber podido probar la carne humana en África Occidental, obtuvo de un interno de un hospital de la Sorbona un trozo de esta carne procedente del cadáver de un hombre sano muerto en un accidente, luego la cocinó y se la comió,

Era como una buena carne de ternera completamente desarrollada, no era joven, pero aún no era de buey. Era definitivamente así, y no se parecía a ninguna otra carne que hubiera probado antes. Era tan parecida a una buena ternera completamente desarrollada que creo que ninguna persona con un paladar normal y corriente podría distinguirla de la ternera. Era una carne suave y buena, sin ningún otro sabor definido o muy característico como, por ejemplo, el de la cabra y el cerdo. El filete de cuadril era ligeramente más duro que la ternera de primera, un poco fibroso, pero no demasiado duro o fibroso para ser agradablemente comestible. El asado de lomo, del que corté y comí una loncha central, estaba tierno y, tanto por su color, textura, olor como sabor, reforzó mi certeza de que, de todas las carnes que conocemos habitualmente, la ternera es la única con la que esta carne es exactamente comparable.

Karl Denke, posiblemente Carl Großmann y Fritz Haarmann, así como Joachim Kroll, fueron unos asesinos y caníbales alemanes activos entre principios del siglo XX y la década de 1970. Armin Meiwes es un antiguo técnico de reparación de computadoras que alcanzó notoriedad internacional por matar y comerse en 2001 a una víctima voluntaria, a la que había encontrado a través de Internet. Después de que Meiwes y la víctima intentaran comerse conjuntamente el pene amputado de esta, Meiwes mató a su víctima y se comió gran parte de su carne. Fue detenido en diciembre de 2002. En enero de 2004, Meiwes fue declarado culpable de homicidio preterintencional y condenado a ocho años y seis meses de prisión. A pesar del indiscutible consentimiento de la víctima, la fiscalía recurrió con éxito esta decisión y, en un nuevo juicio que concluyó en mayo de 2006, Meiwes fue declarado culpable de asesinato y condenado a cadena perpetua.
El 23 de julio de 1988, Rick Gibson comió carne humana en público. Como en Inglaterra no existe una ley específica contra el canibalismo, se comió legalmente un canapé de amígdalas humanas donadas en calle principal de Walthamstow, (Londres). Un año más tarde, el 15 de abril de 1989, se comió públicamente un trozo de testículo humano. El 14 de julio de 1989, cuando intentó comerse otro trozo de testículo humano como "entremés" en las Pitt International Galleries (Vancouver), la policía confiscó el testículo, pero se retiró el cargo de exhibición pública de un objeto repugnante. Dos meses más tarde, finalmente se comió el trozo de testículo humano en la escalinata del juzgado de Vancouver.
En 2008, un modelo británico llamado Anthony Morley fue encarcelado por el asesinato, desmembramiento y canibalización parcial de su amante, Damian Oldfield, ejecutivo de una revista.

### Europa del Este y Unión Soviética

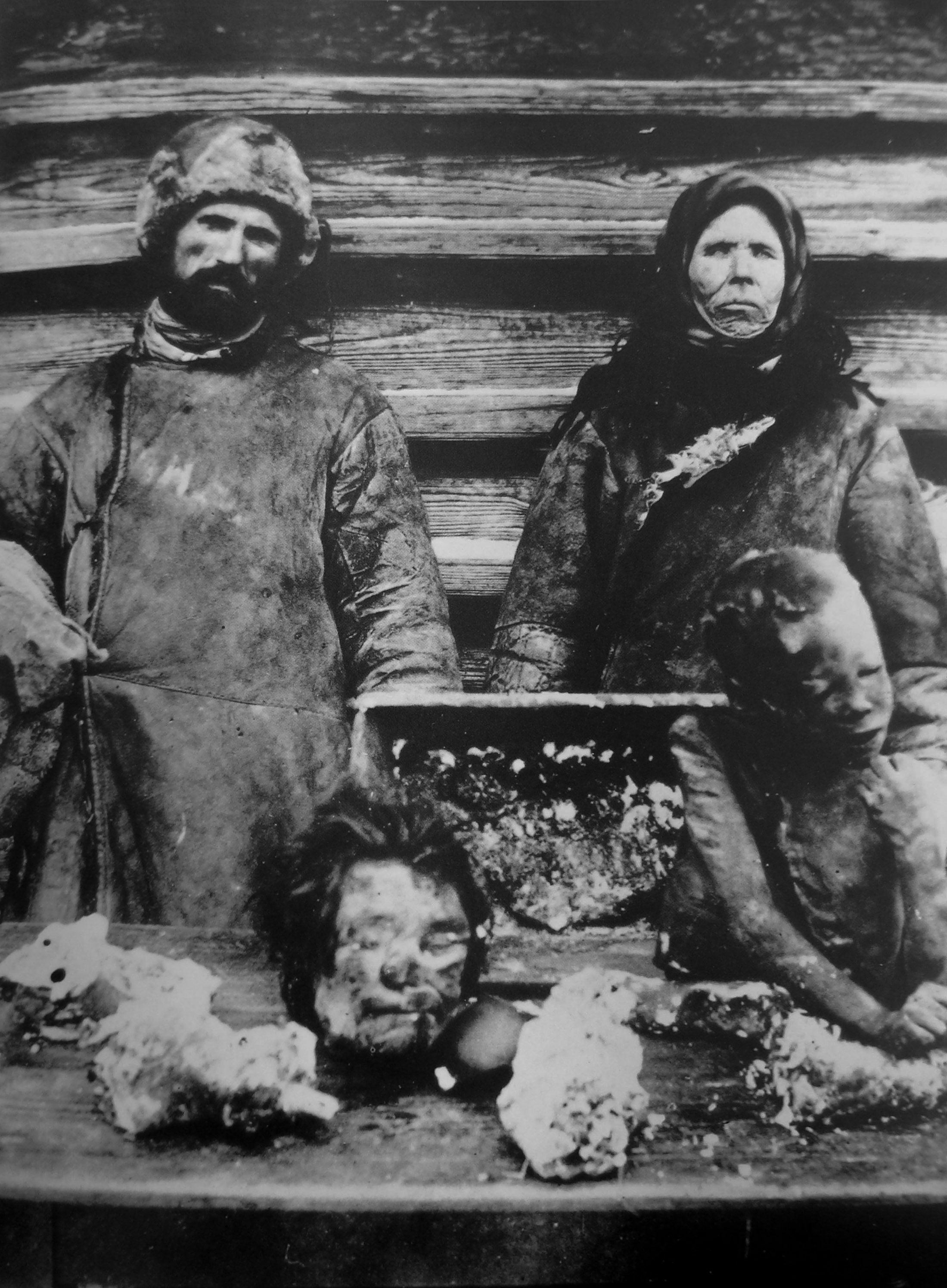
Canibalismo durante la hambruna rusa de 1921-1922.

En su libro El Archipiélago Gulag, el escritor soviético Aleksandr Solzhenitsyn describió casos de canibalismo en la Unión Soviética del siglo XX. Con respecto a la hambruna de Povolzhie (1921-1922) escribió: "Aquella horrible hambruna llegó hasta el canibalismo, hasta el consumo de los niños por sus propios padres: la hambruna que Rusia nunca había conocido ni siquiera en los Tiempos Difíciles entre 1601-1603".
El historiador Orlando Figes señala que se denunciaron "miles de casos" de canibalismo, mientras que el número de casos que nunca se denunciaron fue sin duda aún mayor. En Pugachyov, "era peligroso que los niños salieran al anochecer, ya que se sabía que había bandas de caníbales y comerciantes que los mataban para comer o vender su tierna carne". Un habitante de un pueblo cercano declaró: "Hay varias cafeterías en el pueblo y en todas sirven a niños pequeños". No era una excepción: Figes calcula "que una proporción considerable de la carne de las fábricas soviéticas de la zona del Volga... era carne humana". Varias bandas se especializaban en "capturar niños, asesinarlos y vender la carne humana como carne de caballo o ternera", con los compradores contentos de haber encontrado una fuente de carne en una situación de extrema escasez y a menudo dispuestos a "no hacer demasiadas preguntas".
El canibalismo también se extendió durante el Holodomor, una hambruna provocada por el hombre en la Ucrania soviética entre 1932 y 1933.

La supervivencia era una lucha tanto moral como física. En junio de 1933, una doctora escribió a una amiga que aún no se había convertido en caníbal, pero que "no estaba segura de no serlo cuando recibiera mi carta". Los buenos morían primero. Los que se negaban a robar o a prostituirse morían. Los que daban comida a los demás morían. Murieron los que se negaron a comer cadáveres. Murieron los que se negaron a matar a sus semejantes. Al menos 2 505 personas fueron condenadas por canibalismo en los años 1932 y 1933 en Ucrania, aunque el número real de casos fue sin duda mucho mayor.

La mayoría de los casos de canibalismo eran "necrofagia, es decir, el consumo de cadáveres de personas que habían muerto de inanición". Sin embargo, también era habitual asesinar a niños para alimentarse. Muchos supervivientes hablaron de vecinos que habían matado y comido a sus hijos. Una mujer, a la que se le preguntó por qué lo había hecho, "respondió que sus hijos no sobrevivirían de todos modos, pero que así lo haría ella". La policía la detuvo. La policía también documentó casos de niños secuestrados, asesinados y devorados y en muchas zonas circulaban "historias de niños cazados como alimento". Cuando casi todo el grano y todo tipo de carne animal se habían agotado, "surgió un mercado negro de carne humana" y "puede que incluso entrara en la economía oficial". La policía vigilaba de cerca las carnicerías y los mataderos, tratando de impedir que pusieran en circulación carne humana. No obstante, el cónsul italiano, Sergio Gradenigo, informó desde Járkov de que el "comercio de carne humana se vuelve más activo".
En marzo de 1933, la policía secreta de Óblast de Kiev recogía "diez o más informes de canibalismo cada día", pero concluía que "en realidad hay muchos más incidentes de este tipo", la mayoría de los cuales no se denunciaban. Los culpables de canibalismo solían ser "encarcelados, ejecutados o linchados". Sin embargo, aunque las autoridades estaban bien informadas sobre el alcance del canibalismo, también intentaron evitar que esta información se difundiera ampliamente; el jefe de la policía secreta advirtió "que las notas escritas sobre el tema no circulen entre los funcionarios donde puedan causar rumores".
El Holodomor formó parte de la hambruna soviética de 1930-1933, que también devastó otras partes de la Unión Soviética a principios de la década de 1930. También se registraron múltiples casos de canibalismo en Kazajistán.
Unos años más tarde, la gente hambrienta volvió a recurrir al canibalismo durante el asedio de Leningrado (1941-1944). Sobre esa época, Solzhenitsyn escribió: "Aquellos que consumían carne humana o comerciaban con el hígado humano de las salas de disección... eran considerados criminales políticos".
Sobre la construcción del Campo de Trabajo de los Ferrocarriles del Norte ("Sevzheldorlag"), Solzhenitsyn informó: "Un preso político ordinario y trabajador casi no podía sobrevivir en ese campo penal. En el campo Sevzheldorlag (jefe: coronel Klyuchkin) en 1946-1947 hubo muchos casos de canibalismo: cortaban cuerpos humanos, los cocinaban y los comían".
La periodista soviética Eugenia Ginzburg fue una presa política de larga duración que pasó tiempo en las cárceles, campos del Gulag y asentamientos soviéticos desde 1938 hasta 1955. En sus memorias, Harsh Route (o Steep Route), describió un caso en el que estuvo directamente implicada a finales de la década de 1940, después de ser trasladada al hospital de prisioneros.

El celador jefe me muestra la olla negra ahumada, llena de algo de comida: "Necesito su opinión médica sobre esta carne". Miro dentro de la olla y apenas contengo el vómito. Las fibras de esa carne son muy pequeñas, y no se me parecen a nada que haya visto antes. La piel de algunos trozos está erizada de pelos negros... Kulesh, un antiguo herrero de Poltava, trabajó junto a Centurashvili. En ese momento, Centurashvili estaba a sólo un mes de ser dado de alta del campo... Y de repente, sorprendentemente, desapareció... Los guardianes lo buscaron durante dos días más, y luego supusieron que se trataba de un caso de fuga, aunque se preguntaban por qué, ya que su período de encarcelamiento estaba a punto de terminar... El crimen estaba ahí. Acercándose a la chimenea, Kulesh mató a Centurashvili con un hacha, quemó su ropa, luego lo desmembró y escondió los pedazos en la nieve, en diferentes lugares, poniendo marcas específicas en cada lugar de enterramiento. ... Ayer mismo se encontró una parte del cuerpo bajo dos troncos cruzados.

## Lecturas complementarias
- Applebaum, Anne (2017). Red Famine: Stalin's War on Ukraine (en inglés). Londres: Penguin.
- Korn, Daniel; Radice, Mark; Hawes, Charlie (2001). Cannibal: The History of the People-Eaters (en inglés). Londres: Channel 4 Books.
- Solzhenitsyn, Aleksandr (1973). The Gulag Archipelago (en inglés).
- White, Tim D. (2006). «Once Were Cannibals». Evolution: A Scientific American Reader (en inglés). Chicago: University of Chicago Press. pp. 338-346. ISBN 978-0-226-74269-4.